# Sigtrygg Gnupasson
Sigtrygg Gnupasson est un roi des Danois de la lignée de Olof le Suédois qui règne au Xe siècle selon Adam de Breme.
Sigtrygg est le fils de Gnupa et d'une noble danoise nommée Asfrid. Selon le Gesta Hammaburgensis ecclesiae pontificum d'Adam de Breme, il devient roi des Danois à l'époque de l'épiscopat de l'archevêque de Brême Hoger, soit vers (909–915/7). Il est connu par deux pierres commémoratives érigées près de Schleswig, par sa mère après sa mort ce qui permet d'envisager que cette région était le centre du pouvoir de sa famille.
Selon le témoignage du roi Sven II de Danemark, Adam rapporte qu'avant la mort de Hoger, Harthacnut arrive au Danemark et dépose le jeune roi  Sigtrygg. Cependant une autre source  le Chroniqueur saxon  Widukind de Corvey  indique que « Chnuba » habituellement identifié avec Gnupa, le père de Sigtrygg, règne encore en 934. La Heimskringla avance que  Gnupa est vaincu par Gorm l'Ancien, ce qui dans les deux cas reporte sa mort beaucoup plus tard qu'Adam l'indique. Ce dernier relève lui-même l'existence d'autres rois à cette époque et estime que le Danemark n'était pas encore un royaume unifié.

## Source de la traduction
- (en) Cet article est partiellement ou en totalité issu de l’article de Wikipédia en anglais intitulé « Sigtrygg Gnupasson » (voir la liste des auteurs).